# Нико Краљ
Нико Краљ (Заврх при Тројанах, 7. септембар 1920 — Љубљана, 15. јул 2013) био је словеначки архитекта, дизајнер и универзитетски професор. Посебно се истицао у области индустријског дизајна и сматра се значајним светским индустријским дизајнером 20. века.

## Биографија
Нико Краљ је рођен 7. септембра 1920. године. у месту Заврх при Тројанах (територија данашње Словеније). Након дипломирања на Архитектонском факултету у Љубљани 1952. године, запослио се у фабрици намештаја Стол, Дуплице. Као први дизајнер са простора Југославије у оквиру фабрике је основао развојно одељење за дизајн и пројектни биро. Једно време је био и шеф Института за индустријски дизајн, који се налазио у склопу фабрике Стол. У фабрици је остао до 1956. године. Заједно са српским дизајнером, Гојком Вардом, добитник је Фордове стипендије за усавршавање у САД 1963. године. Године 1960, постао је доцент, 1966. године ванредни, а 1975. године редовни професор на Архитектонском факултету у Љубљани. На факултету је основао и управљао Дизајн институтом, где је допринео развоју теорије дизајна али и изнео велики број истраживачких пројеката. Аутор је више од 100 патената — како у Словенији, тако и у иностранству. Написао је више стручних чланака.
Преминуо је 15. јула 2013. године у Љубљани. Његово наслеђе данас је део Музеја архитектуре и дизајна у Љубљани.
Његово најпознатије дело је такозвана REX столица. Склопива столица је најпознатији продукт југословенског индустријског дизајна који је често копиран широм света. Масовна производња столице започела је 1952. године. О правој вредности столице сведочи податак да се данас налази и у колекцији музеја МОМА (енгл. Museum of Modern Art) у Њујорку. Осим те столице, аутор је столица Lupina, 4455, Mosquito и др.

## Награде
Године 1962, Краљ је добио Прешернову награду за достигнућа у индустријском дизајну и архитектури.